# Anne Arundell

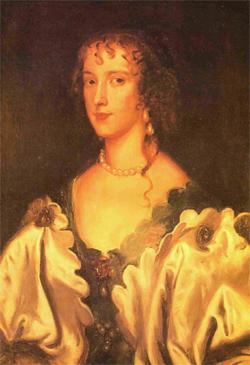
Porträtt av Anne Arundell.

Anne Calvert, Baroness Baltimore, född Anne Arundell 1615 eller 1616, död 1649, var en engelsk adelsdam och dotter till Thomas Arundell och hans andra maka Anne Philipson och hustru till Lord Baltimore som grundade den brittiska kolonin provinsen Maryland. Hon var mor till Charles Calvert, 3:e baron Baltimore. Anne Arundel County i Maryland, USA, och skeppet USS Anne Arundel (AP-76) har uppkallats efter henne. 